# Osyp Stanimir
Osyp Stanimir (ur. 1890 w Ładyczynie, zm. 1971 w Toronto) – kapitan Ukraińskiej Armii Halickiej, dowódca 2 batalionu 8 Brygady Piechoty UHA.
31 sierpnia 1919 ze swoim batalionem zajmował Kijów. Po przejściu do Czerwonej Ukraińskiej Armii Halickiej został dowódcą 3 Brygady Piechoty CzUHA.
W 1924 ukończył Akademię Handlową w Wiedniu, działając w galicyjskim ruchu spółdzielczym, między innymi w RSUK.
Po II wojnie światowej na emigracji w Kanadzie, w 1966 wydał wspomnienia «Моя участь у визвольних змаганнях».